# Geaya atrolutea
Geaya atrolutea is een hooiwagen uit de familie Sclerosomatidae.